# Odile Eisenstein
Odile Eisenstein, nacida el 4 de junio de 1949 en Boulogne-Billancourt, es una química teórica francesa especializada en el modelado de la estructura y reactividad de metales de transición y lantánidos complejos.  En 2017 fue nombrada profesora emérita del Instituto Charles Gerhardt en Montpellier, como exdirectora del equipo de CTMM en la Universidad de Montpellier II. 
Se convirtió en la primera mujer admitida en la sección de química de la Academia de Ciencias en 2013.

## Biografía
En 1978, trabajó como becaria postdoctoral en Jack D. Dunitz en ETH Zúrich y en Roald Hoffmann en Cornell University. Comenzó su carrera independiente en la Universidad de Míchigan en Ann Arbor en 1982. En 1996, se unió a la Universidad de Montpellier-II.

## Distinciones
- Premio Langevin de la Academia de Ciencias (1991)[4]
- Beca Maxwell de la Academia de Ciencias (1991)[4]
- Gran Premio Achille-Le-Bel de la Sociedad Química de Francia (1991)[4]
- Medalla de plata del CNRS (1994)[4]
- Doctorado Honorario de la Universidad Laval (2012)[5]
- Elegido en la Academia de Ciencias , Sección de Química (2013).
- Oficial de la Orden Nacional del Mérito (2014)
- Oficial de la Legión de Honor (2017)[6]